# Commiphora madagascariensis
Commiphora madagascariensis là một loài thực vật có hoa trong họ Burseraceae. Loài này được Jacq. mô tả khoa học đầu tiên năm 1797.